# Adrian Legg
Adrian Legg es un guitarrista inglés. Ha sido instructor de guitarra y ha publicado varios libros y videos. En 1996 y 1997 compartió escenario con los guitarristas Joe Satriani, Eric Johnson y Steve Vai como parte de la gira G3. Satriani se refirió a Legg como "el mejor guitarrista acústico que he escuchado en toda mi vida."

## Discografía
- The All Round Gigster (1976)
- Requiem for a Hick (1977)
- Technopicker (1983)
- Fretmelt (1985)
- Lost For Words (1986)

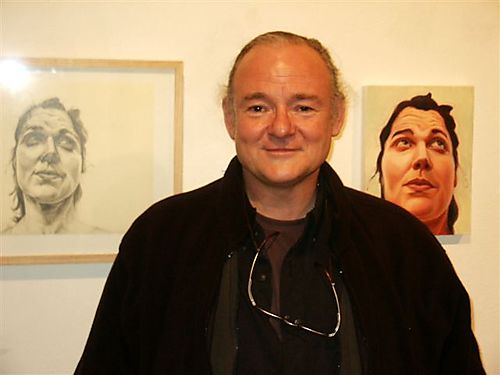
Legg en Cedar Rapids, Iowa en el 2014

- Guitars & Other Cathedrals (1990)
- Guitar for Mortals (1992)
- Wine, Women & Waltz (1993)
- Mrs. Crowe's Blue Waltz (1993)
- High Strung Tall Tales (1994)
- Waiting for a Dancer (1997)
- Fingers and Thumbs (1999)
- A Postcard From London (2001)
- Guitar Bones (2003)
- Inheritance (2004)
- Slow Guitar (2011)
- The Very Best of Adrian Legg (2012)

### Compilados
- Full Moon	(1997)
- The Ultimate Guitar Survival Guide (1993)
- Relativity: Here and Now... Musical Masters (1991)